# Línea 18 (TUC Pamplona)
| 18 | Zizur Nagusia ↔ Sarriguren Zizur Mayor ↔ Sarriguren |

La línea 18 del Transporte Urbano Comarcal de Pamplona (EHG/TUC) es una línea de autobús urbano que conecta Zizur Mayor con Sarriguren a través de Pamplona.
A lo largo de su recorrido conecta lugares importantes como la Ciudad de la Innovación, el Colegio Oficial de Médicos de Navarra, la Plaza de las Merindades, la Plaza Príncipe de Viana, el Palacio Baluarte, la Ciudadela de Pamplona, el Parque Yamaguchi, el Complejo Hospitalario de Navarra y la Universidad de Navarra.

## Historia
La línea abrió como consecuencia de la unificación y expansión del Transporte Urbano Comarcal en el año 1999. Unía entonces la Avenida San Ignacio con Sarriguren.
En abril de 2010 se amplió el recorrido desde Merindades hasta la Urbanización de Zizur Nagusia.
En enero de 2019 se modifica el recorrido por la urbanización de Zizur.
Desde el 30 de enero de 2019, todos los autobuses de la línea disponen de conexión Wi-Fi gratuita.

## Explotación

### Frecuencias
La línea está operativa todos los días del año. Estas son las frecuencias:
- Laborables: 12' (de 07:00 a 20:44) - 15' (de 06:29 a 07:00 y de 20:44 a 22:30)
- Sábados: 15' (de 06:30 a 22:31)
- Domingos y festivos: 20' (de 06:30 a 22:30)

### Recorrido
Todos los autobuses realizan todo el recorrido.

## Paradas
|  | Parada                                                 | Parada | Parada | Parada | Parada                                                    | Municipio   | Correspondencia                          |  |
|  | ------------------------------------------------------ | ------ | ------ | ------ | --------------------------------------------------------- | ----------- | ---------------------------------------- |  |
|  | Ronda San Cristóbal (frente nº120)                     |        | ■      |        | San Kristobalaren Ingurubidea (120aren parean)            | Zizur Mayor |                                          |  |
|  | Ronda San Cristóbal (frente nº136)                     |        | ■      |        | San Kristobalaren Ingurubidea (136aren parean)            | Zizur Mayor |                                          |  |
|  | Ronda San Cristóbal (Rotonda de Salida)                |        | ■      |        | San Kristobalaren Ingurubidea (Irteereko Birbilgunea)     | Zizur Mayor | 15                                       |  |
|  | Avenida de Estella (frente nº18)                       |        | ■      |        | Lizarrako Etorbidea (18aren parean)                       | Zizur Mayor | 15                                       |  |
|  | Avenida de Aróstegui (frente nº34)                     |        | ■      |        | Arostegiko Etorbidea (34aren parean)                      | Pamplona    | 15                                       |  |
|  | Avenida de Aróstegui nº7                               |        | ■      |        | Arostegiko Etorbidea 7                                    | Pamplona    | 2 15                                     |  |
|  | Avenida de Pio XII (frente Clínica Universitaria)      |        | ■      |        | Pio XIIaren Etorbidea (Unibertsitatea Klinikaren parean)  | Pamplona    | 2 4 15                                   |  |
|  | Avenida de Pio XII nº41                                |        | ■      |        | Pio XIIaren Etorbidea 41                                  | Pamplona    | 2 4 15                                   |  |
|  | Avenida de Pio XII nº31                                |        | ■      |        | Pio XIIaren Etorbidea 31                                  | Pamplona    | 2 4 15                                   |  |
|  | Avenida de Pio XII nº9                                 |        | ■      |        | Pio XIIaren Etorbidea 9                                   | Pamplona    | 4 15                                     |  |
|  | Avenida del Ejército (Ciudadela)                       |        | ■      |        | Armada Etorbidea (Ziudadela)                              | Pamplona    | 8 10 15                                  |  |
|  | Plaza del Príncipe de Viana (Calle Sangüesa)           |        | ■      |        | Bianako Printzearen Plaza (Zangoza Kalea)                 | Pamplona    | 1 2 3 4 5 8 9 10 11 12 15 17 20 21 23 25 |  |
|  | Avenida de la Baja Navarra nº14                        |        | ■      |        | Bexe Nafarroako Etorbidea 14                              | Pamplona    | 1 2 3 4 5 6 8 9 10 11 12 17 20 22 23 25  |  |
|  | Avenida de la Baja Navarra nº34                        |        | ■      |        | Bexe Nafarroako Etorbidea 34                              | Pamplona    | 4 10 12 20 22 23                         |  |
|  | Avenida de la Baja Navarra nº64                        |        | ■      |        | Bexe Nafarroako Etorbidea 64                              | Pamplona    | 4 10 12 20 23                            |  |
|  | Carretera Sarriguren (Calle Fuente de la Teja)         |        | ■      |        | Sarrigurengo Errepidea (Teilako Iturria Kalea)            | Pamplona    | 19 20 23                                 |  |
|  | Carretera Sarriguren (frente nº11)                     |        | ■      |        | Sarrigurengo Errepidea (11aren parean)                    | Pamplona    | 19 20 23                                 |  |
|  | Carretera Sarriguren (Mendillorri)                     |        | ■      |        | Sarrigurengo Errepidea (Mendillorri)                      | Pamplona    | 12 20 23                                 |  |
|  | Carretera Sarriguren (Rotonda Areta)                   |        | ■      |        | Sarrigurengo Errepidea (Areta Birbilgunea)                | Sarriguren  | 20 23                                    |  |
|  | Avenida Reyno de Navarra nº4-6                         |        | ■      |        | Nafarroako Erresuma Etorbidea 4-6                         | Sarriguren  |                                          |  |
|  | Avenida Reyno de Navarra nº8                           |        | ■      |        | Nafarroako Erresuma Etorbidea 8                           | Sarriguren  |                                          |  |
|  | Avenida Reyno de Navarra nº18-20                       |        | ■      |        | Nafarroako Erresuma Etorbidea 18-20                       | Sarriguren  |                                          |  |
|  | Avenida Reyno de Navarra (frente nº33)                 |        | ■      |        | Nafarroako Erresuma Etorbidea (33aren parean)             | Sarriguren  |                                          |  |
|  | Avenida Reyno de Navarra (Avenida Badostain)           |        | ■      |        | Nafarroako Erresuma Etorbidea (Badoztaine Etorbidea)      | Sarriguren  |                                          |  |
|  |                                                        |        |        |        |                                                           |             |                                          |  |
|  | Avenida Reyno de Navarra (Avenida Badostain)           |        | ■      |        | Nafarroako Erresuma Etorbidea (Badoztaine Etorbidea)      | Sarriguren  |                                          |  |
|  | Avenida Reyno de Navarra (frente nº16)                 |        | ■      |        | Nafarroako Erresuma Etorbidea (16aren parean)             | Sarriguren  |                                          |  |
|  | Avenida Reyno de Navarra (Calle Nacedero del Urederra) |        | ■      |        | Nafarroako Erresuma Etorbidea (Urederrako Sorbulua Kalea) | Sarriguren  |                                          |  |
|  | Avenida Reyno de Navarra (frente nº2)                  |        | ■      |        | Nafarroako Erresuma Etorbidea (2aren parean)              | Sarriguren  |                                          |  |
|  | Carretera Sarriguren (Calle Roma)                      |        | ■      |        | Sarrigurengo Errepidea (Erroma Kalea)                     | Sarriguren  | 20 23                                    |  |
|  | Carretera Sarriguren (Polígono Erripagaña)             |        | ■      |        | Sarrigurengo Errepidea (Erripagaña Industrialdea)         | Pamplona    | 12 20 23                                 |  |
|  | Carretera Sarriguren nº11                              |        | ■      |        | Sarrigurengo Errepidea 11                                 | Pamplona    | 19 20 23                                 |  |
|  | Carretera Sarriguren (Calle Fuente de la Teja)         |        | ■      |        | Sarrigurengo Errepidea (Teilako Iturria Kalea)            | Pamplona    | 19 20 23                                 |  |
|  | Avenida de la Baja Navarra (frente Seminario)          |        | ■      |        | Bexe Nafarroako Etorbidea (Apaizgaitegiaren parean)       | Pamplona    | 4 10 12 20 23                            |  |
|  | Avenida de la Baja Navarra nº28                        |        | ■      |        | Bexe Nafarroako Etorbidea 28                              | Pamplona    | 4 10 12 20 22 23                         |  |
|  | Plaza de las Merindades                                |        | ■      |        | Merindadeen Plaza                                         | Pamplona    | 1 2 3 4 5 6 8 9 10 11 12 17 20 22 23 25  |  |
|  | Avenida del Conde Oliveto nº4                          |        | ■      |        | Oliveto Kontearen Etorbidea 4                             | Pamplona    | 1 2 3 4 5 8 9 10 11 12 15 17 20 21 23 25 |  |
|  | Avenida del Ejército nº30                              |        |        |        | Armada Etorbidea 30                                       | Pamplona    |                                          |  |
|  | Avenida de Pio XII (Calle Monasterio de Urdax)         |        | ■      |        | Pio XIIaren Etorbidea (Urdazubiko Monasterioa Kalea)      | Pamplona    | 4 15                                     |  |
|  | Avenida de Pio XII nº18                                |        | ■      |        | Pio XIIaren Etorbidea 18                                  | Pamplona    | 2 4 15                                   |  |
|  | Avenida de Pio XII nº30                                |        | ■      |        | Pio XIIaren Etorbidea 30                                  | Pamplona    | 2 4 15                                   |  |
|  | Avenida de Pio XII (Clínica Universitaria)             |        | ■      |        | Pio XIIaren Etorbidea (Unibertsitatea Klinika)            | Pamplona    | 2 4 15                                   |  |
|  | Avenida de Aróstegui (Puente de Echavacóiz)            |        | ■      |        | Arostegiko Etorbidea (Etxabakoitzko Zubia)                | Pamplona    | 2 15                                     |  |
|  | Avenida de Aróstegui (frente Inquinasa)                |        | ■      |        | Arostegiko Etorbidea (Inquinasaren parean)                | Pamplona    | 2 15                                     |  |
|  | Avenida de Aróstegui nº34                              |        | ■      |        | Arostegiko Etorbidea 34                                   | Pamplona    | 15                                       |  |
|  | Avenida de Estella nº18                                |        | ■      |        | Lizarrako Etorbidea 18                                    | Zizur Mayor | 15                                       |  |
|  | Autovía del Camino                                     |        | ■      |        | Bidearen Autobia                                          | Zizur Mayor |                                          |  |
|  | Ronda San Cristóbal (Calle Idoia)                      |        | ■      |        | San Kristobalaren Ingurubidea (Idoia Kalea)               | Zizur Mayor |                                          |  |
|  | Ronda San Cristóbal (frente nº49)                      |        | ■      |        | San Kristobalaren Ingurubidea (49aren parean)             | Zizur Mayor |                                          |  |
|  | Ronda San Cristóbal (frente nº75)                      |        | ■      |        | San Kristobalaren Ingurubidea (75aren parean)             | Zizur Mayor |                                          |  |
|  | Ronda San Cristóbal nº155                              |        | ■      |        | San Kristobalaren Ingurubidea 155                         | Zizur Mayor |                                          |  |
|  | Ronda San Cristóbal nº219                              |        | ■      |        | San Kristobalaren Ingurubidea 219                         | Zizur Mayor |                                          |  |
|  | Ronda San Cristóbal nº250                              |        | ■      |        | San Kristobalaren Ingurubidea 250                         | Zizur Mayor |                                          |  |
|  | Ronda San Cristóbal (frente nº120)                     |        | ■      |        | San Kristobalaren Ingurubidea (120aren parean)            | Zizur Mayor |                                          |  |

## Tráfico
| Año                        | Pasajeros | Variación         |
| -------------------------- | --------- | ----------------- |
| 2018                       | 3 112 859 | ▲ 122 762 ▲ 3,94% |
| 2019                       | 3 235 621 | ▲ 122 762 ▲ 3,94% |
| Fuente: Diario de Noticias |           |                   |

## Futuro
Dentro del Plan de Movilidad Urbana Sostenible de Cuenca de Pamplona, esta línea pasará a ser una línea de BTR, denominada  BTR4 